# Anne Bragance
Anne Bragance (Casablanca, 1945) es una escritora francesa.
Nació en Casablanca (Marruecos) en el seno de una familia andaluza y con dicieséis años se instaló en París. Con veintiocho años publicó su primera novela, Tous les desespoirs vous sont permis.